# 河上和雄
河上 和雄（かわかみ かずお、1933年4月26日 - 2015年2月7日）は、日本の検察官・弁護士・法学者。
東京地検特捜部長、法務省矯正局長などを歴任し、最高検公判部長を最後に退官し、弁護士となった。駿河台大学名誉教授。位階は従三位。

## 人物・来歴
- 東京都出身[1]。東京都立小山台高等学校を経て、東京大学法学部に進学。在学中に司法試験合格。
- 卒業後、司法修習を経て検事任官、派遣留学によりハーバード・ロー・スクールL.L.M.課程修了。
- 作家の三好徹は実兄[1]。
- 1976年4月、ロッキード事件の担当検事として、関係資料を入手のため同僚の東條伸一郎とともに渡米した[2]。
- 弁護士業界について、近年弁護士が実刑判決を受けるケースが増えており、暴力団を除けばわずかな弁護士集団から毎年これだけの実刑判決を受けるような組織はないと批判している[3]。
- 栗本慎一郎著『間違いだらけの大学選び』の北海学園大学の頁で、憲法の小林直樹と並ぶ法律学の実務を知る看板教授として評価されていた[4]。
- 真相報道 バンキシャ!のコメンテーターを務めたことで知られ、2009年6月28日放送の同番組内では宮崎県知事の東国原英夫に対し「人気はマスコミ、特にテレビが作り上げたもの」「地方分権だけで国政やっていけない」と批判した[5]。
- 2002年に妻が脳出血で死去。2007年歌手の千葉紘子と再婚した。
- 2015年2月7日、敗血症のため東京都新宿区の病院で死去[6]、81歳没[1]。没後に、従三位を追叙された[7]。

## 学説
検察官時代は刑法、刑事訴訟法に渡って多くの論文を執筆した。有名なものに、放火罪の既遂時期における新効用消失説がある。判例は、当該物が独立して燃焼に至った場合に既遂になるという独立燃焼説を採用しているが、これを現代の不燃性建造物の増加に対応できないと批判した上で、目的物の燃焼を必要とせず、火力によって効用を失うに至った場合に既遂になるとの説を提唱した。

## 略歴
- 1958年 - 司法修習10期経て検事任官。札幌地検検事
- 1959年 - 旭川地検検事
- 1960年 - 東京地検八王子支部検事
- 1962年 - 東京地検検事
- 1965年 - 米国留学（ハーバード・ロー・スクール）
- 1966年 - 法務省刑事局付
- 1970年 - 法務省刑事局参事官
- 1971年 - 法務大臣官房参事官
- 1973年 - 法務省刑事局参事官
- 1975年 - 東京地検検事（ロッキード事件の捜査に当たる。後に検事総長となる松尾邦弘は、東京地検特捜部で河上の部下であった）
- 1977年 - 東京地検総務部副部長
- 1978年 - 法務省刑事局公安課長
- 1980年 - 法務大臣官房参事官
- 1981年 - 法務大臣官房会計課長
- 1983年 - 東京地検特捜部長
- 1984年 - 佐賀地検検事正
- 1986年 - 最高検検事
- 1987年 - 法務省矯正局長
- 1989年 - 最高検公判部長
- 1991年 - 退官、弁護士登録（第一東京弁護士会）
- 1991年 - 北海学園大学法学部教授・同大学院法学研究科教授（ - 1996年）　駿河台大学比較法研究所客員教授
- 1994年6月 - 株式会社ニチレイ監査役
- 1995年3月 - 株式会社京都ホテル監査役
- 1996年 - 駿河台大学法学部教授・同大学院法学研究科教授（ - 2004年）
- 1998年2月 - キユーピー株式会社監査役
- 2000年6月 - 株式会社リキッド・オーディオ・ジャパン顧問　ルシアン監査役
- 2003年4月 - 勲二等瑞宝章受章[10]
- 2004年 - 駿河台大学大学院法務研究科法曹実務専攻教授（ - 2007年）
- 2006年 - 遊技産業健全化推進機構 代表理事
- 2007年6月 - 石油資源開発株式会社取締役
- 2009年6月 - 株式会社ROKI 特別顧問
- 2015年2月 - 死去。81歳没。

## テレビ出演
テレビ番組は、日テレ系の番組に限って出演している。
- 真相報道 バンキシャ!：『ご意見バン!』としてかつては毎週出演していたが、2014年3月の放送が最後の出演となった[11]。
- 報道特捜プロジェクト
- ズームイン!!SUPER
- THE・サンデー

## 著書
- 『刑事訴訟の課題とその展開』立花書房〈立花法学叢書〉、1983年9月15日。ISBN 4-8037-2420-2。NDLJP:12016889。
- 『犯罪捜査 刑事裁判実務大系』（青林書院刊、1991年2月発売。ISBN 4-417-01070-6）
- 『講座日本の警察』（立花書房刊、1巻・1993年10月発売、ISBN 4-8037-0001-X。2巻・1993年8月発売、ISBN 4-8037-0301-9。3巻・1992年1月発売、ISBN 4-8037-1242-5）
- 『最新刑事判例の論理と実務』 理論と実務双書（信山社出版刊、1990年5月発売、ISBN 4-88261-082-5）
- 『「正義」の作法』（講談社刊、1997年10月発売、ISBN 4-06-264060-0）
- 『責任の取り方、誠意の示し方』(講談社刊、1998年6月発売、ISBN 4-06-264077-5)
- 『知らないと危ない「犯罪捜査と裁判」基礎知識』（講談社文庫刊、1998年3月発売、ISBN 4-06-263732-4）
- 『楽老の計』（講談社刊、1999年12月発売、ISBN 4-06-210000-2）
- 『好き嫌いで決めろ』（講談社刊、2000年5月発売、ISBN 4-06-264859-8）
- 『好き嫌いで決めろ 2』（日本テレビ放送網刊、1998年6月発売、ISBN 4-8203-9690-0）
- 『証拠法ノート』 （立花書房刊、1999年7月発売、1巻・ISBN 4-8037-2432-6、2巻・ISBN 4-8037-2418-0）
- 『法曹養成実務入門講座』（信山社刊）
- 『有事社会の危機管理』（悠飛社刊、1998年5月発売、ISBN 978-4-946448-50-8）
- 『刑法の基礎と盲点 ここまでは大丈夫、ここからは罪になる』（講談社刊、1999年6月発売、ISBN 978-4-06-264104-3）
- 『加害者にされない・被害者にならない刑法の基礎と盲点』（講談社刊、2001年9月発売、ISBN 4-06-256552-8）
- 『みぢかな刑事訴訟法』（不磨書房刊、2003年6月発売、ISBN 4-7972-9225-3）
- 『汚職・贈収賄―その捜査の実態』（講談社刊、2003年9月発売。ISBN 4-06-272213-5）

共著
- 『刑事判例の流れ』 （立花書房刊、1982年1月発売、ISBN 4-8037-2321-4）
- 『刑事手続』（筑摩書房刊、1988年7月発売、上巻・ISBN 4-480-85404-5・下巻・ISBN 4-480-85405-3）三井誠、中山善房、田邨正義と共著
- 『刑事訴訟法』 青林教科書シリーズ（青林書院刊、1993年5月発売、ISBN 4-417-00833-7）内田文昭、垣花豊順、安冨潔、長井円と共著
- 『大コンメンタール 警察官職務執行法』（青林書院刊、1993年8月発売、ISBN 4-417-01088-9）田宮裕と共著
- 『罰則のはなし』（大蔵省印刷局刊、1995年2月発売。ISBN 4-17-351800-5） 伊藤栄樹、古田佑紀と共著
- 『大コンメンタール刑法』（青林書院刊。1996年発売）藤永幸治、中山善房と共著
- 『大コンメンタール刑事訴訟法』（立花書房刊）藤永幸治、中山善房と共著
- 『ビジネス刑法入門』 Justice business（システムファイブ刊、1997年7月、ISBN 4-915689-14-X）板倉宏と共著

文集
- 『河上和雄先生古稀祝賀論文集』（青林書院刊、2003年12月発売、ISBN 4-417-01348-9）